# 488 (tal)
488 är det naturliga talet som följer 487 och som följs av 489.

## Inom vetenskapen
- 488 Kreusa, en asteroid.

## Inom matematiken
- 488 är ett jämnt tal.
- 488 är ett sammansatt tal.
- 488 är ett palindromtal i det ternära talsystemet.